# Acacia anthochaera
Acacia anthochaera är en ärtväxtart som beskrevs av Bruce R. Maslin. Acacia anthochaera ingår i släktet akacior, och familjen ärtväxter. Inga underarter finns listade i Catalogue of Life.